# Frankfurter Musikpreis
Frankfurter Musikpreis är ett pris som grundades 1982 av Musikmässan i Frankfurt och tyska musikinstrumenttillverkare. Priset utdelas årligen till "musiker för särskilda prestationer i interpretation, komposition, musikvetenskap eller musikteori", såväl inom konstmusik som populärmusik. Priset är 2011 på 15 000 euro. 

## Pristagare
- 1982 Gidon Kremer
- 1983 Edgar Krapp
- 1984 Alfred Brendel
- 1985 Brigitte Fassbaender
- 1986 Albert Mangelsdorff
- 1987 Carl Dahlhaus
- 1988 Heinz Holliger
- 1989 Ludwig Güttler
- 1990 Chick Corea
- 1991 Aribert Reimann
- 1992 Georg Solti
- 1993 Harry Kupfer
- 1994 Brian Eno
- 1995 Tabea Zimmermann
- 1996 Wolfgang Niedecken
- 1997 Hans Zender
- 1998 Peter Herbolzheimer
- 1999 Michael Gielen
- 2000 Klaus Doldinger
- 2001 Dietrich Fischer-Dieskau
- 2002 Ingen utdelning
- 2003 Walter Levin
- 2004 Udo Lindenberg
- 2005 György Ligeti
- 2006 Peter Gabriel
- 2007 Péter Eötvös
- 2008 Paquito D'Rivera
- 2009 José Antonio Abreu
- 2010 Keith Emerson
- 2011 Anne Sofie von Otter
- 2012 John McLaughlin
- 2013 Marie-Luise Neunecker
- 2014 Ernie Watts
- 2015 Peter Sadlo
- 2016 Al Jarreau
- 2017 David Garrett[1]
- 2018 Bundesjazzorchester[2]
- 2019 Quatuor Ébène[3]
- 2020 Peter Maffay med band[4]